# Skalní labyrint Luisenburg

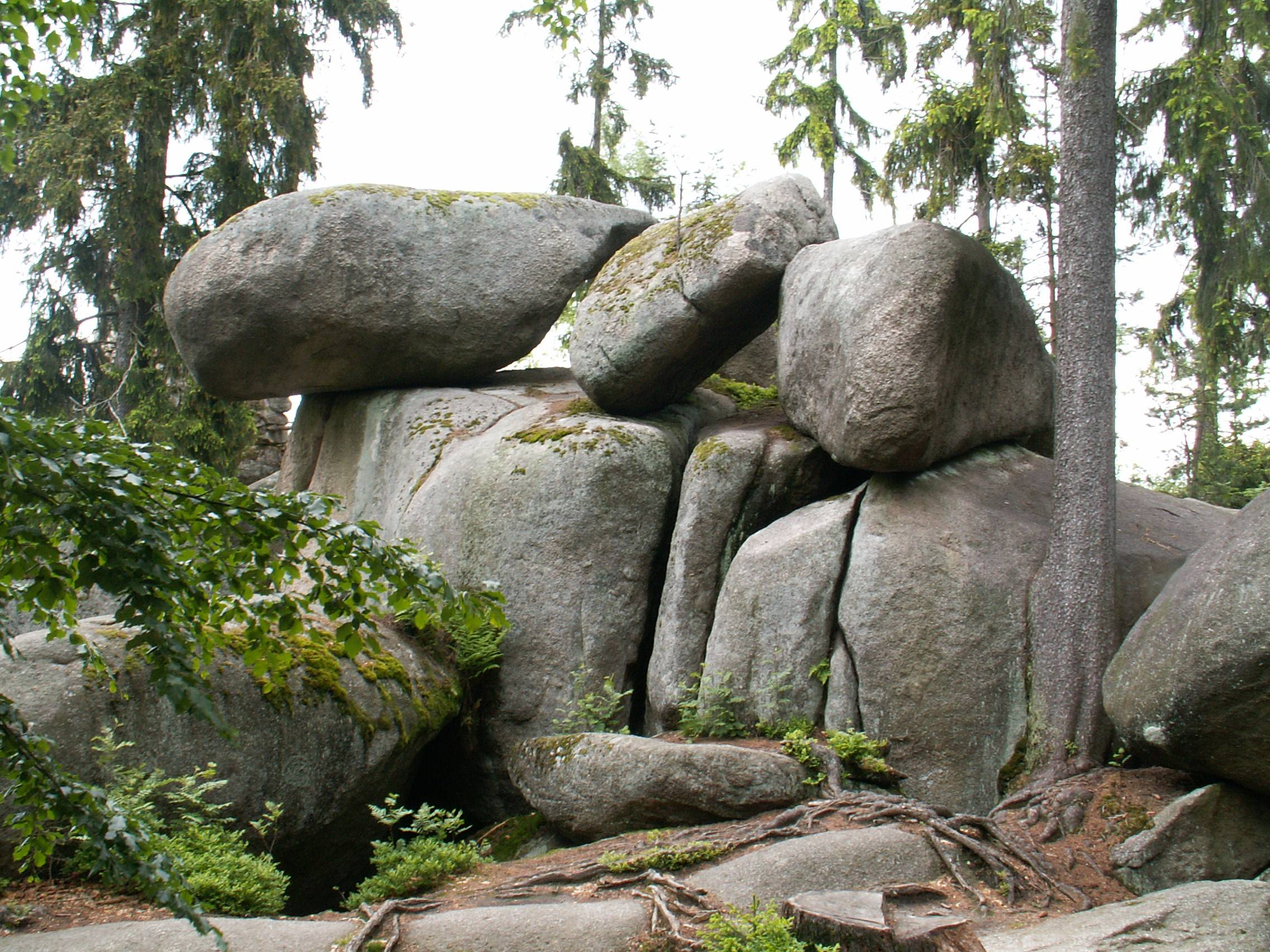
skalní formace Tři bratři

Skalní labyrint Luisenburg je žulové skalní město nacházející se v pohoří Fichtelgebirge jižně od města Wunsiedel v Bavorsku. Propagačními materiály je označován za „největší evropský skalní labyrint“. Vstup do lokality je zpoplatněný (pro dospělého 6 €) a ročně ji navštíví více než 100 000 lidí. V areálu se nachází řada skalních formací – např. viklan Napoleonův klobouk (délka 6 m, výška 2,5 m), skalní blok Ostrov Helgoland s dřevěnou věžičkou, či balvany Tři bratři. Labyrintem vede okružní stezka s kamennými a dřevěnými schody a žebříky překonávající převýšení 100 m.